# Porkkaoja (vattendrag, lat 67,12, long 24,68)
Porkkaoja är ett vattendrag i Finland.   Det ligger i landskapet Lappland, i den norra delen av landet, 800 km norr om huvudstaden Helsingfors.